# Herba de Sant Roc
L'herba de Sant Roc, herba disentèrica, rebentadalla o àrnica (Pulicaria dysenterica) és una planta asteràcia nativa d'Europa i Àsia occidental. Creix en una gran varietat de zones incloent les semiàrides a les zones humides. És una planta perenne que pot fer fins 60 cm d'alt. En el passat es feia servir per intentar tractar la disenteria i malalties dels ulls.